# Justo Ruiz
Justo Ruiz González, född 31 augusti 1969 i Vitoria-Gasteiz, Spanien, är en fotbollstränare och före detta spelare från Andorra.

## Klubbkarriär
Efter att ha spelat fem säsonger i Segunda División, fyra med Athletic Bilbaos B-lag och ett med SD Eibar, så fortsatte Ruiz att spela i Spaniens lägre divisioner. 1998/1999 spelade han i CF União i Segunda Liga, Portugals andradivision.
1999 gick Justo Ruiz till FC Andorra, innan han avslutade karriären i FC Rànger's.

## Internationell karriär
Justo Ruiz spelade totalt 20 matcher för Spaniens ungdomslandslag. Han var uttagen till Spaniens trupp som spelade U20-VM 1989, där han spelade i samtliga gruppspelsmatcher.
1996 började gjorde Ruiz debut för Andorra. Han gjorde totalt 21 VM-kvalmatcher, den sista mot Ryssland 21 november 2007, 38 år gammal.